# Magico inganno
Magico inganno (Bad Hare Day) è il quarantunesimo libro della serie Piccoli brividi dell'autore statunitense R. L. Stine.

## Trama
Tim Swanson è un dodicenne aspirante mago, che si diverte a fare spettacoli di magia a scuola per i suoi coetanei. Un giorno sua sorella di dieci anni Ginny svela tutti i segreti dei suoi trucchi al pubblico e dà al fratello un colpo di karate nello stomaco. Successivamente Tim e il suo amico Martin "Foz" Foster si recano ad un negozio di magia locale e il proprietario regala loro due biglietti per lo spettacolo del grande mago Amaz-O, l'idolo di Tim, ma i suoi genitori gli negano il permesso di andare poiché troppo piccolo. Il giorno dello spettacolo Tim organizza un nuovo spettacolo a casa sua prendendo in prestito il coniglio di Foz ma questi fugge, venendo però riacciuffato da Ginny. Quella sera Tim decide di disubbidire ai suoi genitori e di recarsi ugualmente allo spettacolo notturno di Amaz-O ma viene fermato da Ginny, la quale gli chiede di portarla con lui; i due assistono allo spettacolo e Amaz-O chiede a Tim di fargli da assistente, facendo vari trucchi di magia. Il mago, successivamente, fa entrare Tim in una scatola chiusa e il ragazzo finisce attraverso una botola nelle cantine del locale, riuscendo ad uscire e a raggiungere il camerino di Amaz-O: qui, per vendicarsi, Tim ruba la valigetta dei trucchi. Tornando a casa Ginny chiede a suo fratello di farle usare la valigetta ma lui glielo nega, utilizzandola lui stesso più tardi a casa e scoprendo nuovi trucchi.
Il sabato seguente Foz e Ginny assistono allo spettacolo di magia organizzato da Tim ma tutti i trucchi gli vanno storti. Sua sorella, però, vede una carota nella valigetta di Tim e la mangia, trasformandosi in un coniglio. I due decidono di recarsi da Amaz-O per chiedergli di riportare Ginny nella sua forma umana ma trovano il cadavere del mago, anche se in realtà si scopre che è solo un fantoccio: i due infatti sentono una voce proveniente da uno dei conigli di Amaz-O e scoprono che l'animale è in realtà il vero mago, trasformato in coniglio da uno stregone malvagio. Il fantoccio serviva ad Amaz-O per poter partecipare allo show e dice a Tim che sua sorella tornerà umana in meno di un'ora, chiedendogli di partecipare allo show come suo assistente e il ragazzo accetta, ignorando però che il suo ruolo sarà quello del coniglio del mago.

## Episodio TV
Di questo libro è stata realizzata una trasposizione televisiva, chiamata "Il trucco del coniglio", che presenta delle sostanziali differenze rispetto al racconto:
- Ginny sparisce attraverso un mantello magico anziché divenire un coniglio e non pratica karate.
- Il personaggio di Foz ha un ruolo quasi marginale nell'episodio televisivo.
- Contrariamente al libro il coniglio, in realtà, è un mago malvagio di nome El Sydney il quale dice che è stato Amaz-O a tramutarlo in coniglio per evitare che prendesse il controllo del mondo. El Sydney, inoltre, mente a Tim dicendogli di essere un fan di Amaz-O e non vi è alcun accenno all'utilizzo di un fantoccio da parte dello stesso Amaz-O.
- Tim non utilizza il kit appena arrivato a casa ma lo usa con sua sorella il giorno dopo.
- Nel finale El Sydney torna umano e trasforma Tim e Amaz-O in due conigli che utilizza nel suo successivo spettacolo, attraverso il trucco della ghigliottina. Quando Amaz-O dice a Tim di riuscire a trovare un modo per fuggire si sente il suono inequivocabile della lama che scatta.

## Edizioni
- R. L. Stine, Magico inganno, traduzione di Cristina Scalabrini, collana Piccoli brividi, Arnoldo Mondadori Editore, 1999,  p. 142, ISBN 88-04-45483-0.